# Frittlingen
Frittlingen – miejscowość i gmina w Niemczech, w kraju związkowym Badenia-Wirtembergia, w rejencji Fryburg, w regionie Schwarzwald-Baar-Heuberg, w powiecie Tuttlingen, wchodzi w skład wspólnoty administracyjnej Spaichingen. Leży w Jurze Szwabskiej, ok. 7 km na północny zachód od Spaichingen.

## Współpraca
Miejscowość partnerska:
- Neustadt in Sachsen, Saksonia